# Elezioni comunali in Lombardia del 1998
Il 24 maggio 1998 (con ballottaggio il 7 giugno) e il 29 novembre (con ballottaggio il 13 dicembre) in Lombardia si tennero le elezioni per il rinnovo di numerosi consigli comunali.

## Elezioni del maggio 1998

### Milano

#### Abbiategrasso
| Candidati e Liste                               | Voti   | %      | Seggi |
| ----------------------------------------------- | ------ | ------ | ----- |
| Arcangelo Ceretti                               | 6.244  | 37,78  | -     |
| Democratici di Sinistra                         | 2.148  | 15,51  | 5     |
| Insieme per la Città                            | 1.766  | 12,75  | 4     |
| Partito della Rifondazione Comunista            | 1.148  | 8,29   | 3     |
| Alberto Gornati                                 | 3.386  | 20,49  | 1     |
| Forza Italia-Cristiani Democratici Uniti        | 2.122  | 15,33  | 2     |
| Alleanza Nazionale                              | 805    | 5,81   | -     |
| Giovanni Brusati                                | 3.124  | 18,90  | 1     |
| Abbiategrasso con Te                            | 1.347  | 9,73   | 1     |
| Partito Popolare Italiano-Rinnovamento Italiano | 782    | 5,65   | -     |
| Federazione dei Verdi                           | 362    | 2,61   | -     |
| Giuseppe Guido Bottene                          | 2.160  | 13,07  | 1     |
| Lega Nord                                       | 1.989  | 14,37  | 1     |
| Aldo Agosti                                     | 1.614  | 9,77   | 1     |
| Lista Agosti per Abbiategrasso                  | 1.377  | 9,95   | -     |
| Totale alle liste                               | 13.846 | 100,00 | 16    |
| TOTALE                                          | 16.528 | 100,00 | 20    |

#### Buccinasco
| Candidati e Liste                    | Voti   | %      | Seggi |
| ------------------------------------ | ------ | ------ | ----- |
| Guido Lanati                         | 6.658  | 47,83  | -     |
| Forza Italia                         | 4.346  | 35,05  | 10    |
| Alleanza Nazionale                   | 1.238  | 9,99   | 2     |
| Guido Alfonso Morano                 | 5.278  | 37,91  | 1     |
| Democratici di Sinistra              | 1.977  | 15,95  | 3     |
| Partito della Rifondazione Comunista | 1.311  | 10,57  | 2     |
| Insieme per Buccinasco               | 649    | 5,23   | 1     |
| Federazione dei Verdi                | 484    | 3,90   | -     |
| Partito Popolare Italiano            | 428    | 3,45   | -     |
| Franco Bruno                         | 998    | 7,17   | 1     |
| Lega Nord                            | 983    | 7,93   | -     |
| Valter Frassi                        | 582    | 4,18   | -     |
| Città Viva                           | 588    | 4,74   | -     |
| Anita Perotti                        | 405    | 2,91   | -     |
| Noi per Voi Voi con Noi              | 394    | 3,18   | -     |
| Totale alle liste                    | 12.398 | 100,00 | 18    |
| TOTALE                               | 13.921 | 100,00 | 20    |

#### Carate Brianza
| Candidati e Liste           | Voti  | %      | Seggi |
| --------------------------- | ----- | ------ | ----- |
| Dante Oreste Orsenigo       | 4.857 | 48,73  | -     |
| Polo per le Libertà         | 2.628 | 29,53  | 8     |
| Crescere Insieme per Carate | 1.436 | 16,13  | 4     |
| Gianfranco Zinzani          | 3.029 | 30,39  | 1     |
| L'Ulivo                     | 2.887 | 32,44  | 4     |
| Roberto Denti               | 2.081 | 20,88  | 1     |
| Lega Nord                   | 1.949 | 21,90  | 2     |
| Totale alle liste           | 8.900 | 100,00 | 18    |
| TOTALE                      | 9.967 | 100,00 | 20    |

#### Cernusco sul Naviglio
| Candidati e Liste                    | Voti   | %      | Seggi |
| ------------------------------------ | ------ | ------ | ----- |
| Paolo Frigerio                       | 7.981  | 44,97  | -     |
| Lega Nord                            | 4.777  | 31,86  | 9     |
| Il Naviglio                          | 1.535  | 10,24  | 3     |
| Maurizio Comi                        | 6.179  | 34,81  | 1     |
| Partito Popolare Italiano            | 1.515  | 10,10  | 1     |
| Democratici di Sinistra              | 1.512  | 10,08  | 1     |
| Vivere Cernusco                      | 1.491  | 9,94   | 1     |
| Partito della Rifondazione Comunista | 778    | 5,19   | 1     |
| Edoardo Galluzzo                     | 2.554  | 14,39  | 1     |
| Polo per le Libertà                  | 2.418  | 16,13  | 1     |
| Marco Sirtori                        | 1.035  | 5,83   | 1     |
| Obiettivo Cernusco                   | 969    | 6,46   | -     |
| Totale alle liste                    | 14.995 | 100,00 | 17    |
| TOTALE                               | 17.749 | 100,00 | 20    |

#### Lissone
| Candidati e Liste                                        | Voti   | %      | Seggi |
| -------------------------------------------------------- | ------ | ------ | ----- |
| Fabio Meroni                                             | 7.804  | 39,01  | -     |
| Lega Nord                                                | 3.905  | 24,41  | 13    |
| Con Meroni Verso il 2000                                 | 1.552  | 9,70   | 5     |
| Marisa Meroni                                            | 6.209  | 31,04  | 1     |
| Forza Italia                                             | 2.819  | 17,62  | 4     |
| Un Voto per Marisa                                       | 1.204  | 7,53   | 1     |
| Centro Cristiano Democratico-Cristiani Democratici Uniti | 811    | 5,07   | 1     |
| Alleanza Nazionale                                       | 618    | 3,86   | -     |
| Giovanni Missaglia                                       | 4.237  | 21,18  | 1     |
| Democratici di Sinistra-Insieme per Lissone              | 2.081  | 13,01  | 2     |
| Partito Popolare Italiano                                | 750    | 4,69   | 1     |
| Partito della Rifondazione Comunista                     | 634    | 3,96   | -     |
| Antonio Erba                                             | 1.668  | 8,34   | 1     |
| Lissone la Mia Città                                     | 1.541  | 9,63   | -     |
| Remo Bozzi                                               | 85     | 0,42   | -     |
| Rinnovamento Italiano                                    | 84     | 0,53   | -     |
| Totale alle liste                                        | 15.999 | 100,00 | 27    |
| TOTALE                                                   | 20.003 | 100,00 | 30    |

#### Melegnano
| Candidati e Liste                    | Voti  | %      | Seggi |
| ------------------------------------ | ----- | ------ | ----- |
| Pietro Mezzi                         | 4.395 | 44,01  | -     |
| Democratici di Sinistra              | 2.308 | 28,43  | 9     |
| Città Democratica                    | 908   | 11,19  | 3     |
| Gianmario Fogliazza                  | 1.975 | 19,78  | 1     |
| Partito Popolare Italiano            | 1.282 | 15,79  | 2     |
| Melegnano Liberaldemocratica         | 287   | 3,54   | -     |
| Massimo Codari                       | 1.600 | 16,02  | 1     |
| Polo per le Libertà                  | 1.487 | 18,32  | 1     |
| Enrico Lupini                        | 1.101 | 11,02  | 1     |
| Lega Nord                            | 999   | 12,31  | 1     |
| Massimo Stroppa                      | 916   | 9,17   | 1     |
| Partito della Rifondazione Comunista | 847   | 10,43  | -     |
| Totale alle liste                    | 8.118 | 100,00 | 16    |
| TOTALE                               | 9.987 | 100,00 | 20    |

#### Pieve Emanuele
| Candidati e Liste                                                     | Voti  | %      | Seggi |
| --------------------------------------------------------------------- | ----- | ------ | ----- |
| Francesco Argeri                                                      | 3.272 | 39,82  | -     |
| Democratici di Sinistra                                               | 1.400 | 19,10  | 6     |
| Partito della Rifondazione Comunista                                  | 1.104 | 15,06  | 5     |
| Federazione dei Verdi                                                 | 233   | 3,18   | 1     |
| Partito Popolare Italiano                                             | 172   | 2,35   | -     |
| Caterina Veglione                                                     | 3.188 | 38,80  | 1     |
| Forza Italia-Centro Cristiano Democratico-Cristiani Democratici Uniti | 1.491 | 20,34  | 3     |
| Alleanza Nazionale                                                    | 1.091 | 14,89  | 2     |
| Per Pieve                                                             | 260   | 3,55   | -     |
| Carlo Enrico Gandini                                                  | 813   | 9,90   | 1     |
| Lega Nord                                                             | 725   | 9,89   | -     |
| Giuseppe Gargiulo                                                     | 710   | 8,64   | 1     |
| Lista per la Città                                                    | 631   | 8,61   | -     |
| Nadia Gallo                                                           | 233   | 2,84   | -     |
| Rinnovamento Italiano-Socialisti Democratici Italiani                 | 222   | 3,03   | -     |
| Totale alle liste                                                     | 7.329 | 100,00 | 17    |
| TOTALE                                                                | 8.216 | 100,00 | 20    |

#### Rho
| Candidati e Liste                                        | Voti   | %      | Seggi |
| -------------------------------------------------------- | ------ | ------ | ----- |
| Arianna Cavicchioli                                      | 15.459 | 50,24  | -     |
| Democratici di Sinistra                                  | 4.778  | 18,92  | 7     |
| Partito della Rifondazione Comunista                     | 2.855  | 11,30  | 4     |
| Partito Popolare Italiano                                | 2.304  | 9,12   | 3     |
| Socialisti Democratici Italiani                          | 847    | 3,35   | 1     |
| Verdi e Democratici                                      | 658    | 2,61   | -     |
| Patto Rho                                                | 559    | 2,21   | -     |
| Gianni Pessina                                           | 10.355 | 33,65  | 1     |
| Forza Italia                                             | 4.166  | 16,49  | 5     |
| Alleanza Nazionale                                       | 2.389  | 9,46   | 2     |
| Centro Cristiano Democratico-Cristiani Democratici Uniti | 1.606  | 6,36   | 2     |
| CresceRho                                                | 585    | 2,32   | -     |
| Santo Arena                                              | 3.897  | 12,66  | 1     |
| Lega Nord                                                | 3.537  | 14,00  | 3     |
| Luigi Panico                                             | 1.059  | 3,44   | 1     |
| Rho Progressista-La Sorgente                             | 974    | 3,86   | -     |
| Totale alle liste                                        | 25.258 | 100,00 | 27    |
| TOTALE                                                   | 30.770 | 100,00 | 30    |

#### San Donato Milanese
| Candidati e Liste                                                      | Voti   | %      | Seggi |
| ---------------------------------------------------------------------- | ------ | ------ | ----- |
| Gabriella Achilli                                                      | 10.433 | 56,97  | -     |
| Democratici di Sinistra                                                | 3.412  | 21,65  | 7     |
| Partito Popolare Italiano                                              | 1.599  | 10,15  | 3     |
| Unione di Centro                                                       | 1.361  | 8,64   | 3     |
| Noi per la Città                                                       | 1.354  | 8,59   | 3     |
| Federazione dei Verdi                                                  | 1.145  | 7,27   | 2     |
| Luca Squeri                                                            | 6.204  | 33,88  | 1     |
| Forza Italia                                                           | 3.312  | 21,02  | 6     |
| Alleanza Nazionale                                                     | 1.236  | 7,84   | 2     |
| Centro Cristiano Democratico-Cristiani Democratici Uniti-Unione Civica | 815    | 5,17   | 1     |
| Giorgio Bertazzini                                                     | 1.261  | 6,89   | 1     |
| Partito della Rifondazione Comunista                                   | 1.126  | 7,15   | 1     |
| Gerardo Pompeo Tortorelli                                              | 415    | 2,27   | -     |
| Partito Umanista                                                       | 398    | 2,53   | -     |
| Totale alle liste                                                      | 15.758 | 100,00 | 28    |
| TOTALE                                                                 | 18.313 | 100,00 | 30    |

#### Sesto San Giovanni
| Candidati e Liste                                                                   | Voti   | %      | Seggi |
| ----------------------------------------------------------------------------------- | ------ | ------ | ----- |
| Filippo Penati                                                                      | 27.778 | 55,84  | -     |
| Democratici di Sinistra                                                             | 10.385 | 23,47  | 9     |
| Sesto per Penati                                                                    | 4.533  | 10,25  | 3     |
| Partito Popolare Italiano                                                           | 4.332  | 9,79   | 3     |
| Partito della Rifondazione Comunista                                                | 4.078  | 9,22   | 3     |
| Socialisti Democratici Italiani-Partito Repubblicano Italiano-Rinnovamento Italiano | 351    | 0,79   | -     |
| Pierfrancesco Gallizzi                                                              | 15.570 | 31,30  | 1     |
| Forza Italia-Centro Cristiano Democratico                                           | 12.576 | 28,42  | 7     |
| Alleanza Nazionale                                                                  | 1.742  | 3,94   | 1     |
| Lombardia Libertaria                                                                | 79     | 0,18   | -     |
| Celestino Pedrazzini                                                                | 3.598  | 7,23   | 1     |
| Lega Nord                                                                           | 3.443  | 7,78   | 1     |
| Antonio Rugari                                                                      | 1.524  | 3,06   | 1     |
| Federazione dei Verdi                                                               | 1.488  | 3,36   | -     |
| Riccardo Ghezzi                                                                     | 539    | '1,08  | -     |
| Giovani Sestesi                                                                     | 540    | 1,22   | -     |
| Giovanna Vasciminno                                                                 | 371    | 0,75   | -     |
| Partito Umanista                                                                    | 350    | 0,79   | -     |
| Marco Valle                                                                         | 363    | 0,73   | -     |
| Movimento Sociale Fiamma Tricolore                                                  | 346    | 0,78   | -     |
| Totale alle liste                                                                   | 44.243 | 100,00 | 27    |
| TOTALE                                                                              | 49.743 | 100,00 | 30    |

### Brescia

#### Desenzano del Garda
| Candidati e Liste                                     | Voti   | %      | Seggi |
| ----------------------------------------------------- | ------ | ------ | ----- |
| Felice Pietro Anelli                                  | 6.024  | 40,42  | -     |
| Forza Italia                                          | 2.396  | 19,31  | 6     |
| Alleanza Nazionale                                    | 965    | 7,78   | 2     |
| Lista Civica per Desenzano                            | 783    | 6,31   | 2     |
| Federazione Democratica                               | 761    | 6,13   | 1     |
| Desenzano Duemila                                     | 456    | 3,68   | 1     |
| Massimo Rocca                                         | 5.855  | 39,29  | 1     |
| Democratici di Sinistra                               | 1.847  | 14,89  | 2     |
| Partito della Rifondazione Comunista                  | 995    | 8,02   | 1     |
| Partito Popolare Italiano                             | 795    | 6,41   | 1     |
| Una Città per Tutti                                   | 655    | 5,28   | -     |
| Rinnovamento Italiano-Socialisti Democratici Italiani | 250    | 2,01   | -     |
| Emilio Rino Polloni                                   | 3.023  | 20,29  | 1     |
| Lega Nord                                             | 2.127  | 17,14  | 2     |
| Desenzano Nuova                                       | 377    | 3,04   | -     |
| Totale alle liste                                     | 12.407 | 100,00 | 18    |
| TOTALE                                                | 14.902 | 100,00 | 20    |

#### Palazzolo sull'Oglio
| Candidati e Liste    | Voti   | %      | Seggi |
| -------------------- | ------ | ------ | ----- |
| Gianpietro Metelli   | 3.273  | 30,07  | -     |
| Lega Nord            | 2.991  | 30,39  | 12    |
| Marino Gamba         | 3.790  | 34,82  | 1     |
| L'Ulivo              | 3.446  | 35,02  | 4     |
| Giulio Alberti       | 3.100  | 28,48  | 1     |
| Forza Italia         | 1.847  | 18,77  | 2     |
| Polo per Palazzolo   | 894    | 9,08   | -     |
| Gian Marco Pedrali   | 723    | 6,64   | -     |
| Intesa per Palazzolo | 663    | 6,74   | -     |
| Totale alle liste    | 9.841  | 100,00 | 18    |
| TOTALE               | 10.886 | 100,00 | 20    |

### Como

#### Como
| Candidati e Liste                 | Voti   | %      | Seggi |
| --------------------------------- | ------ | ------ | ----- |
| Alberto Botta                     | 20.902 | 42,46  | -     |
| Forza Italia                      | 8.410  | 20,38  | 12    |
| Alleanza Nazionale                | 5.097  | 12,35  | 7     |
| Democratici di Centro             | 3.538  | 8,57   | 5     |
| Emilio Terragni                   | 14.281 | 29,01  | 1     |
| L'Ulivo                           | 7.851  | 19,02  | 5     |
| Rifondazione Comunista            | 2.252  | 5,46   | 2     |
| Progetto per Amministrare Como    | 1.672  | 4,05   | 1     |
| Socialisti Democratici Italiani   | 714    | 1,73   | -     |
| Alberto Mascetti                  | 10.880 | 22,10  | 1     |
| Lega Nord                         | 8.490  | 20,57  | 5     |
| Professionisti Imprenditori Uniti | 362    | 0,88   | -     |
| Salvatore Marcello Campisani      | 2.240  | 4,55   | 1     |
| La Mela                           | 2.151  | 5,21   | -     |
| Silvano Bussetti                  | 927    | 1,88   | -     |
| Fiamma Tricolore                  | 730    | 1,77   | -     |
| Totale alle liste                 | 41.267 | 100,00 | 37    |
| TOTALE                            | 49.230 | 100,00 | 40    |

Fonte: Ministero dell'Interno

### Mantova

#### Castiglione delle Stiviere
| Candidati e Liste                                                                | Voti   | %      | Seggi |
| -------------------------------------------------------------------------------- | ------ | ------ | ----- |
| Arturo Sigurtà                                                                   | 4.696  | 44,36  | -     |
| Castiglione Domani                                                               | 1.788  | 20,60  | 6     |
| Socialisti Ambientalisti                                                         | 1.104  | 12,72  | 3     |
| Castiglione al Centro (Centro Cristiano Democratico-Cristiani Democratici Uniti) | 978    | 11,27  | 3     |
| Manlio Paganella                                                                 | 2.757  | 26,05  | 1     |
| Lega Nord                                                                        | 1.161  | 13,38  | 2     |
| Lista Civica del Buon Governo (Forza Italia-Alleanza Nazionale)                  | 985    | 11,35  | 1     |
| Maria Grazia Margonari                                                           | 2.523  | 23,84  | 1     |
| Democratici di Sinistra                                                          | 1.117  | 12,87  | 1     |
| Partito Popolare Italiano-Rinnovamento Italiano                                  | 979    | 11,28  | 1     |
| Agostino Ferlenga                                                                | 609    | 5,75   | 1     |
| Partito della Rifondazione Comunista                                             | 568    | 6,54   | -     |
| Totale alle liste                                                                | 8.680  | 100,00 | 17    |
| TOTALE                                                                           | 10.585 | 100,00 | 20    |

## Elezioni del novembre 1998

### Milano

#### Bresso
| Candidati e Liste                                           | Voti   | %      | Seggi |
| ----------------------------------------------------------- | ------ | ------ | ----- |
| Giuseppe Manni                                              | 5.482  | 32,99  | -     |
| Democratici di Sinistra                                     | 2.615  | 17,43  | 11    |
| Partito Popolare Italiano                                   | 1.088  | 7,25   | 4     |
| Partito della Rifondazione Comunista                        | 934    | 6,23   | 3     |
| Rinnovamento per Bresso (Rinnovamento Italiano-Patto Segni) | 199    | 1,33   | -     |
| Gaetano Perna                                               | 5.607  | 33,74  | 1     |
| Forza Italia                                                | 2.717  | 18,11  | 4     |
| Cristiani Democratici Vivere a Bresso                       | 1.231  | 8,21   | 1     |
| Alleanza Nazionale                                          | 962    | 6,41   | 1     |
| Socialisti Democratici Italiani                             | 420    | 2,80   | -     |
| Lucio Mancini                                               | 3.333  | 20,06  | 1     |
| Il Tavolaccio                                               | 1.860  | 12,40  | 2     |
| Alleanza per Bresso                                         | 923    | 6,15   | 1     |
| Fabrizio Marcandalli                                        | 1.162  | 6,99   | 1     |
| Lega Nord                                                   | 1.112  | 7,41   | -     |
| Mario Pagano                                                | 608    | 3,66   | -     |
| Bresso per l'Europa                                         | 569    | 3,79   | -     |
| Bruno Zeppellini                                            | 292    | 1,76   | -     |
| Unione Democratica per la Repubblica                        | 261    | 1,74   | -     |
| Franca Paola Prestia                                        | 132    | 0,79   | -     |
| Partito Umanista                                            | 110    | 0,73   | -     |
| Totale alle liste                                           | 15.001 | 100,00 | 27    |
| TOTALE                                                      | 16.616 | 100,00 | 30    |

#### Gorgonzola
| Candidati e Liste                             | Voti   | %      | Seggi |
| --------------------------------------------- | ------ | ------ | ----- |
| Stefano Lampertico                            | 2.922  | 27,46  | -     |
| Democratici di Sinistra-Federazione dei Verdi | 1.527  | 16,62  | 7     |
| Partito Popolare Italiano                     | 1.085  | 11,81  | 5     |
| Osvaldo Vallese                               | 2.189  | 20,58  | 1     |
| Socialismo e Democrazia per Gorgonzola        | 1.618  | 17,61  | 1     |
| Massimo Concioli                              | 2.047  | 19,24  | 1     |
| Forza Italia                                  | 1.301  | 14,16  | 2     |
| Alleanza Nazionale                            | 558    | 6,07   | -     |
| Walter Baldi                                  | 1.230  | 11,56  | 1     |
| Moderati per Gorgonzola                       | 1.025  | 11,15  | -     |
| Marco Pisoni                                  | 1.150  | 10,81  | 1     |
| Lega Nord                                     | 1.022  | 11,12  | -     |
| Ivan Bettini                                  | 683    | 6,42   | 1     |
| Democrazia è Partecipazione                   | 662    | 7,20   | -     |
| Giuseppe Pozzi                                | 418    | 3,93   | -     |
| Partito della Rifondazione Comunista          | 392    | 4,27   | -     |
| Totale alle liste                             | 9.190  | 100,00 | 15    |
| TOTALE                                        | 10.639 | 100,00 | 20    |

#### Nerviano
| Candidati e Liste              | Voti   | %      | Seggi |
| ------------------------------ | ------ | ------ | ----- |
| Sergio Parini                  | 6.576  | 64,14  | -     |
| Lega Nord                      | 3.306  | 40,98  | 9     |
| Gruppo Indipendente Nervianese | 1.448  | 17,95  | 3     |
| Clelia Cosenza                 | 2.556  | 24,93  | 1     |
| Democratici di Sinistra        | 1.146  | 14,20  | 3     |
| Partito Popolare Italiano      | 702    | 8,70   | 1     |
| Federazione dei Verdi          | 363    | 4,50   | 1     |
| Giorgio Arturo Marforio        | 1.121  | 10,93  | 1     |
| Polo per le Libertà            | 1.103  | 13,67  | 1     |
| Totale alle liste              | 8.068  | 100,00 | 17    |
| TOTALE                         | 10.253 | 100,00 | 20    |

#### Seveso
| Candidati e Liste                                                           | Voti   | %      | Seggi |
| --------------------------------------------------------------------------- | ------ | ------ | ----- |
| Clemente Galbiati                                                           | 4.619  | 39,23  | -     |
| Con Galbiati per Seveso                                                     | 1.340  | 14,16  | 4     |
| Forza Italia-Centro Cristiano Democratico                                   | 1.307  | 13,81  | 4     |
| Alleanza Nazionale                                                          | 1.150  | 12,15  | 4     |
| Giordano Cassetta                                                           | 5.111  | 43,41  | -     |
| Città Futura (Democratici di Sinistra-Partito della Rifondazione Comunista) | 2.194  | 23,18  | 3     |
| Partito Popolare Italiano                                                   | 911    | 9,63   | 1     |
| Socialisti Democratici Italiani                                             | 730    | 7,71   | 1     |
| Daniele Beretta                                                             | 2.044  | 17,36  | 1     |
| Lega Nord                                                                   | 1.432  | 15,13  | 1     |
| Seveso Oggi                                                                 | 264    | 2,79   | -     |
| Nuovi Orizzonti                                                             | 74     | 0,78   | -     |
| Lista Civica per l'Interramento della Ferrovia                              | 62     | 0,66   | -     |
| Totale alle liste                                                           | 9.464  | 100,00 | 18    |
| TOTALE                                                                      | 11.774 | 100,00 | 20    |

### Brescia

#### Brescia
| Candidati e Liste                  | Voti    | %      | Seggi |
| ---------------------------------- | ------- | ------ | ----- |
| Paolo Corsini                      | 49.606  | 41,77  | -     |
| Democratici di Sinistra            | 12.520  | 13,13  | 9     |
| Socialisti Democratici Italiani    | 10.338  | 10,84  | 7     |
| Partito Popolare Italiano          | 8.142   | 8,54   | 5     |
| Per Corsini                        | 3.922   | 4,11   | 2     |
| Federazione dei Verdi              | 2.110   | 2,21   | 1     |
| Rinnovamento Italiano              | 1.143   | 1,20   | -     |
| Partito Repubblicano Italiano      | 720     | 0,75   | -     |
| Giovanni Dalla Bona                | 39.098  | 32,92  | 1     |
| Forza Italia - CCD                 | 18.310  | 19,20  | 6     |
| Alleanza Nazionale                 | 11.869  | 12,45  | 3     |
| Città Libera-Pensionati Casalinghe | 844     | 0,88   | -     |
| Partito Socialista                 | 715     | 0,75   | -     |
| Cesare Galli                       | 23.453  | 19,75  | 1     |
| Lega Nord                          | 17.396  | 18,24  | 4     |
| Pensionati Padani                  | 559     | 0,59   | -     |
| Lista Referendum                   | 292     | 0,31   | -     |
| Cattolici Padani                   | 248     | 0,26   | -     |
| Lamberto Lombardi                  | 3.560   | 3,00   | 1     |
| Rifondazione Comunista             | 3.488   | 3,66   | -     |
| Giovanni Gei                       | 1.314   | 1,11   | -     |
| Federalisti Liberali - UDR         | 1.241   | 1,30   | -     |
| Livio Cavagna                      | 1.118   | 0,94   | -     |
| Partito dell'Onestà                | 1.006   | 1,05   | -     |
| Alessandro Manzoni                 | 611     | 0,51   | -     |
| Italia Unita                       | 508     | 0,53   | -     |
| Totale alle liste                  | 95.371  | 100,00 | 37    |
| TOTALE                             | 118.760 | 100,00 | 40    |

Fonte: Ministero dell'Interno

### Sondrio

#### Sondrio
| Candidati e Liste                                                                   | Voti   | %      | Seggi |
| ----------------------------------------------------------------------------------- | ------ | ------ | ----- |
| Alcide Molteni                                                                      | 6.232  | 43,25  | -     |
| Sondrio Democratica                                                                 | 3.824  | 30,70  | 18    |
| Partito Popolare Italiano                                                           | 776    | 6,23   | 3     |
| Rifondazione Comunista                                                              | 610    | 4,90   | 3     |
| Francesco Venosta                                                                   | 3.828  | 26,56  | 1     |
| Progetto Sondrio                                                                    | 2.043  | 16,40  | 4     |
| Libertà e Federalismo                                                               | 1.305  | 10,48  | 3     |
| Diego Pini                                                                          | 1.700  | 11,80  | 1     |
| Forza Italia                                                                        | 872    | 7,00   | 1     |
| Alleanza Nazionale                                                                  | 569    | 4,57   | 1     |
| Centro Cristiano Democratico                                                        | 131    | 1,05   | -     |
| Danilo Moltoni                                                                      | 1.499  | 10,40  | 1     |
| Lega Nord                                                                           | 1.297  | 10,41  | 2     |
| Pierluigi Tremonti                                                                  | 634    | 4,40   | 1     |
| Fiamma Tricolore-Movimento Elettorale Lombardia Autonoma-Movimento Civico di Difesa | 506    | 4,06   | -     |
| Carlo Zanesi                                                                        | 517    | 3,59   | 1     |
| Socialisti Democratici Italiani                                                     | 523    | 4,20   | -     |
| Totale alle liste                                                                   | 12.456 | 100,00 | 35    |
| TOTALE                                                                              | 14.410 | 100,00 | 40    |

Fonte: Ministero dell'Interno